# Stellilabium
Stellilabium é um género botânico pertencente à família das orquídeas (Orchidaceae).